# 高崎信用金庫
高崎信用金庫（たかさきしんようきんこ、英語：The Takasaki Shinkin Bank）は、群馬県高崎市に本店を置く信用金庫である。

## 沿革
- 1914年（大正3年）7月1日 - 有限責任高崎信用組合を設立する。
- 1944年（昭和19年）12月 - 高陽信用組合及び積善信用組合と合併する。
- 1950年（昭和25年）2月 - 高崎信用協同組合に改組する。
- 1951年（昭和26年）6月 - 信用金庫法に基づき、高崎信用金庫となる。

## 不祥事
- 2020年8月 - 高崎市内の支店の男性職員（33歳）が、2018年8月～2020年6月、定期積金の掛込金や普通預金の入金のために預かった現金などを着服し、パチンコや競輪などに使っていた。顧客から問い合わせがあり、調査を進めた結果、2020年6月25日に着服の事実が判明。金庫は男性職員を8月14日付で懲戒解雇処分にした[1][2]。